# 台湾警察専科学校
台湾警察専科学校（繁體字:臺灣警察專科學校、たいわんけいさつせんかがっこう、Taiwan Police College）は、台湾台北市に位置する、警政署（警察）、消防署（消防）、海巡署（海保）の基幹要員養成を目的とする2年制専科学校である。

## キャンパス
行政区
中興楼：行政ビルで、校長室、教育長室、主任秘書室、秘書室、広報室、学務課、教務課、総務課などの部門があります。
明徳楼／経国楼：情報室、科学実験室があります。
樹人楼：学生総隊の事務室があります。
教場
樹人楼：地上10階、地下1階の建物で、各階には1〜6室の教室、教師の休憩室、洗面所が設置されており、学員生の授業に使用されます。1階は学生総隊の事務室、9階と10階は書庫と国際会議室です。
明徳楼／経国楼：地上8階、地下1階の建物で、各階には2〜6室の教室、教師の休憩室、洗面所が設置されており、学員生の授業に使用されます。地下1階には協同組合があり、6階から8階の一部は情報室と科学研究室として使用されています。
日新楼：地上5階、地下1階の建物で、各階には2〜5室の教室、教師の休憩室、洗面所が設置されており、学員生の授業に使用されます。
萬芳楼：教師研究室です。
図書館：図書館、視聴室、自習室があります。
シミュレーション教育センター：元致遠楼で、練習派出所（交番）、練習商店街、練習の街が設置されています。
体育
バスケットボール場
総合体技館：武道館。
大礼堂／中正堂：多目的ホールおよび体育館。地下には柔道場とジムがあります。
プール：長さ50メートル、深さ2メートル、8レーンのプール。
行健楼射撃場：民国87年1月16日に完成。地上4階の建物で、1〜3階にはコンピュータ射撃場があり、各射撃場には10個の射撃位置が用意され、学習者の授業や練習に使用されます。
自強楼射撃場：民国80年12月に完成。地上2階の建物で、1〜2階にはコンピュータ射撃場があり、各射撃場には10〜15個の射撃位置が用意され、学習者の授業や練習に使用されます。
後操場：400メートルのトラックがあり、球場や鉄棒場なども設置されています。
教職員フィットネスセンター／学生家族接待センター：3階建ての建物で、3階が教職員フィットネスセンター、2階がレストランと家族面会エリア、1階にはATM、駐車場、運転室があります。

## 歴史
| 年     | 月日     | 事跡                                                 |
| ------ | -------- | ---------------------------------------------------- |
| 1887年 | 4月1日   | 「巡查看守教習所」として開校                         |
| 1898年 | 7月1日   | 「台湾総督府警察官及び司獄官練習所」に昇格           |
| 1945年 | 10月27日 | 「台湾省警察訓練所」として再開校                     |
| 1948年 | 4月1日   | 「台湾省警察学校」と改称                             |
| 1982年 | 9月1日   | 修正警察教育条例の公布により専科警察官コースを設置   |
| 1986年 | 7月1日   | 「台湾警察学校」と改称し、内政部警政署管轄となる。   |
| 1988年 | 4月29日  | 台湾警察専科学校組織条例公布                         |
| 1988年 | 6月15日  | 「台湾警察専科学校」と改称し、２年制専科学校に昇格。 |

## 教員
歷代校長、学長
| 区分             | 氏名   | 任期                         |
| ---------------- | ------ | ---------------------------- |
| 台湾省警察訓練所 | 徐励   | 1945年10月27日－1946年7月    |
| 台湾省警察訓練所 | 胡福相 | 1946年7月－1946年11月27日    |
| 台湾省警察訓練所 | 呉建中 | 1946年12月1日－1947年6月     |
| 台湾省警察訓練所 | 王民寧 | 1947年6月－1948年3月30日     |
| 台湾省警察学校   | 王民寧 | 1948年4月1日－1948年11月     |
| 台湾省警察学校   | 胡国振 | 1948年11月－1949年2月        |
| 台湾省警察学校   | 王成章 | 1949年2月－1950年4月         |
| 台湾省警察学校   | 陶一珊 | 1950年4月－1953年6月         |
| 台湾省警察学校   | 陳仙洲 | 1953年6月－1955年2月         |
| 台湾省警察学校   | 楽幹   | 1955年2月－1956年4月         |
| 台湾省警察学校   | 趙竜文 | 1956年4月－1965年3月         |
| 台湾省警察学校   | 周中峰 | 1965年3月－1967年6月         |
| 台湾省警察学校   | 黄対墀 | 1967年6月－1968年9月         |
| 台湾省警察学校   | 羅揚鞭 | 1968年9月－1972年7月         |
| 台湾省警察学校   | 周菊村 | 1972年7月－1976年12月        |
| 台湾省警察学校   | 孔令晟 | 1976年12月－1980年6月        |
| 台湾省警察学校   | 何恩廷 | 1980年6月－1982年2月         |
| 台湾省警察学校   | 陳立中 | 1982年2月－1984年12月3日     |
| 台湾省警察学校   | 季錫斌 | 1984年12月3日－1986年6月30日 |
| 台湾警察学校     | 季錫斌 | 1986年7月1日－1988年3月1日   |
| 台湾警察学校     | 李樹鈺 | 1988年3月1日－1988年6月15日  |
| 台湾警察専科学校 | 李樹鈺 | 1988年6月15日－1992年10月1日 |
| 台湾警察専科学校 | 姚高橋 | 1992年10月1日－1993年9月6日  |
| 台湾警察専科学校 | 呂育生 | 1993年9月6日－1995年1月      |
| 台湾警察専科学校 | 王安邦 | 1995年4月11日－1998年1月     |
| 台湾警察専科学校 | 鄭栄進 | 1998年2月23日－2002年3月28日 |
| 台湾警察専科学校 | 劉勤章 | 2002年3月28日－2008年8月     |
| 台湾警察専科学校 | 陳連禎 | 2008年10月1日－2015年7月16日 |
| 台湾警察専科学校 | 何明洲 | 2015年7月16日－2017年9月20日 |
| 台湾警察専科学校 | 衛悌琨 | 2017年9月21日－2020年1月15日 |
| 台湾警察専科学校 | 荘進星 | 2020年1月16日-2020年6月19日  |
| 台湾警察専科学校 | 鍾国文 | 2020年6月19日-               |

## 組織
- 行政警察学科：交番（派出所）の警察官を育成
- 保安警察学科：機動隊の隊員を育成
- 刑事警察学科：刑事、捜査官を育成
- 交通管理学科：交通警察、白バイ隊員、空港警察、鉄道警察、地下鉄警察、水上警察、高速道路警察を育成
- 消防安全学科：消防士、消防警察を育成
- 海洋巡防学科：海巡（=台湾の海上保安庁）隊員を育成
- 科技捜査学科：鑑識科の科員を育成

## 修業年限
本科２年。卒業生は副学士の学位が与えられる。

## 学費
学費、食費、教材費等は一切無料だが、退学者、除籍者は在学期間に応じて返還義務を負う。また卒業生は2年間在職義務があり、卒業後3年以内に特種警察人員考試、特種海洋巡防人員考試に合格しない者や2年以内に退職した場合は同じく返還義務を負う。

## 受験資格
25歳以下の中華民国国籍所持者で高級中学及び高級職業中学卒業者等。なお、現役軍人、軍警学校を退学処分、除籍処分を受けた者は資格が無い。

## 募集定員（本科）
募集学科、定員は実施年により変動する。2025年度は以下のとおり発表された。
- 甲組　消防安全科（消防士）　400名（女子44名含む）
- 甲組　海洋巡防科（海上保安）　108名（女子12名含む）
- 甲組　刑事警察科（刑事）　200名（女子10名含む）
- 甲組　交通管理科（交通警察）　100名（女子5名含む）
- 甲組　科技捜査科（鑑識科）　200名（女子10名含む）
- 乙組　行政警察科（交番など）　1050名　（女子140名含む）
- 乙組　保安警察科（機動隊など）　200名　（女子10名含む）